# Alessandra Di Pisa
Anna Alessandra Sofia Di Pisa, född 7 januari 1977, är en svensk konstnär verksam i Stockholm. 
Alessandra Di Pisa utbildade sig i illustration och grafisk formgivning på Parsons School of Design i New York 1999–2000, i fri konst på Goldsmiths College, University of London 2000–2003 samt i fri konst med en magisterexamen på Konstfack i Stockholm 2004–2006
Hon arbetar med videokonst, ljud, text och grafisk form. Det bärande temat i hennes konstnärskap är intresset för tolkning och retorik och de mekanismer som genererar en viss konsthistorieskrivning. Hennes verk kan sägas vara relationella då de ofta består av konkreta utbyten mellan konstnär, verk och publik. Hon har arbetet med och intresserat sig för social ingenjörskonst och begreppet mjuk makt, exempelvis i verket PR, Propaganda and Soft Power, 2008.
Who's your Hero? (2011) är en trekanalig videoinstallation där tre olika monitorer visar idolporträtt på Ronaldinho, The Terminator och Usama bin Laden. Idén grundar sig i socialantropologen Scott Atrans studier om pojkars idoler i Tétouan i Marocko. 